# Hugh Thomas
Hugh Thomas (ur. 21 października 1931 w Windsor, zm. 6 maja 2017 w Londynie) – brytyjski historyk, pisarz.
Ukończył Queens’ College na Uniwersytecie Cambridge .

## Publikacje
- The Spanish Civil War (1961; książka wydana w 15 językach)
- Cuba or the Pursuit of Freedom (1971)
- Europe: the Radical Challenge (1973)
- An Unfinished History of the World (1979)
- Armed Truce (1986)
- Ever Closer Union (1991)
- The conquest of Mexico (1993)
- The Slave Trade: The History of the Atlantic Slave Trade 1440–1870 (1997; wyd. Simon and Schuster)
- Who Is Who of the Conquistadors (2000)
- Rivers of Gold (2003)
- Beaumarchais in Seville (2006; ISBN 978-0-300-12103-2)
- Eduardo Barreiros and the Recovery of Spain (2009)
- The Golden Age. The Spanish Empire of Charles V (2010)
- The World's Game
- The Oxygen Age
- The Suez Affair
- Goya's 'The Third of May': Europe: The Radical Challenge: 1808